# Норрис, Чак
Карлос Рэй (Чак) Но́ррис (англ. Carlos Ray «Chuck» Norris; род. 10 марта 1940, Райан, Оклахома) — американский киноактёр и мастер боевых искусств. Получил известность после исполнения главных ролей в боевиках его родного брата Аарона Норриса. Также известен по роли Корделла Уокера в телесериале «Крутой Уокер: Правосудие по-техасски».

## Юность
Карлос Рэй Норрис родился 10 марта 1940 года в городке Райан (штат Оклахома). Отец Норриса — автомеханик. Дед Чака был чистокровным ирландцем, а мать Вильма (1921—2024) происходила из племени индейцев чероки. Мать Чака Норриса преподавала в воскресной школе.
Самыми запоминающимися впечатлениями детства мальчика были нужда, отсутствие постоянного места жительства, полунищая жизнь в прицепе с матерью и двумя младшими братьями, а затем развод родителей и новый глава семьи. Норрис вспоминает, что именно отчим Джордж Найт привил ему любовь к спорту.
Сразу после окончания школы записался в ряды военно-воздушных сил и в 1959 году был направлен в Южную Корею. На военной базе получил прозвище Чак (сокращение от английского варианта имени Карлос — Чарльз). К тому времени он уже был женат на своей однокласснице Диане Холечек. Служба, по его словам, была неимоверно скучной, поэтому он и занялся спортом, сначала записавшись в клуб Дзюдо, а затем в группу Тансудо. Через три года, к тому моменту, когда он покинул службу в армии, он уже был обладателем чёрного пояса.
В 1963 году Чак Норрис открыл первую школу каратэ, год спустя — вторую. В 1965 году он отправился на Лос-Анджелесский чемпионат всех звёзд, где стал победителем. В 1968 году открыл сеть школ каратэ (всего их насчитывалось 32). В том же году он стал чемпионом мира по каратэ в полутяжёлом весе и сохранял это звание в течение семи лет.
В 1960-х годах тренировался вместе с Брюсом Ли. В своей книге «Секрет внутренней силы: Моя история» (1987) в главе, посвящённой Брюсу Ли, утверждает, что до встречи с ним (1966) Брюс не наносил имевшиеся в его арсенале удары ногами — выше пояса (в голову): это происходило не потому, что Брюс Ли не имел соответствующей растяжки, а потому, что он считал такие удары не эффективными в реальном поединке; однако, вняв убеждениям Норриса о том, что карьера бойца в кинематографе немыслима без подобных ударов, Ли всего за полгода освоил все основные высокие удары ногами в голову, имеющиеся в арсенале восточных единоборств (классические вертушки, маваши, уромаваши, ёко-гери и прочее), и уже в сериале «Зелёный шершень» (1966—1967) он вовсю использует удары ногами в голову.

## Карьера

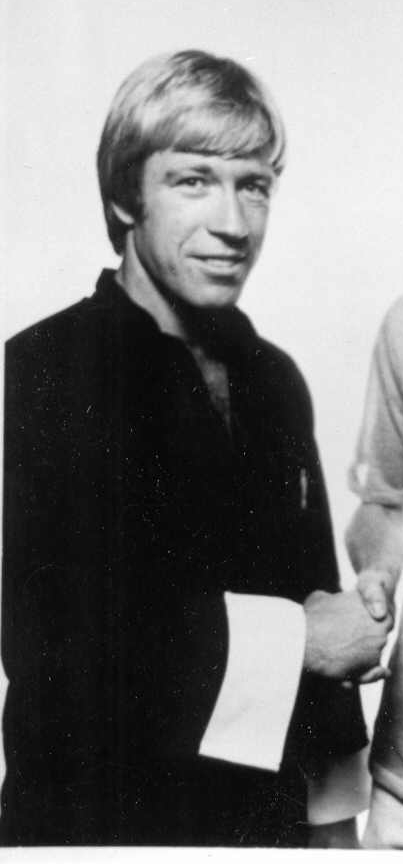
Чак Норрис, инструктор карате в 1976 году

Карьеру в кинематографе Норрис начал с помощью актёра Стива Маккуина, которому в своё время давал уроки каратэ. Первая относительно серьёзная роль Норриса была сыграна им в фильме с участием Брюса Ли — «Путь дракона».
После дебюта он получил только одно предложение на съёмки в кино — сыграть во второсортном гонконгском боевике «Резня в Сан-Франциско». Норрису снова досталась роль нехорошего человека, а сам фильм был настолько неудачным, что его не выпускали на экраны США вплоть до 1981 года.
Обучался актёрству у Эстеллы Хармон. 34-летний каратист был её самым старшим учеником.
В 1977 году сыграл роль в боевике «Вызов!» и вскоре стал звездой фильмов фирмы Cannon Pictures.

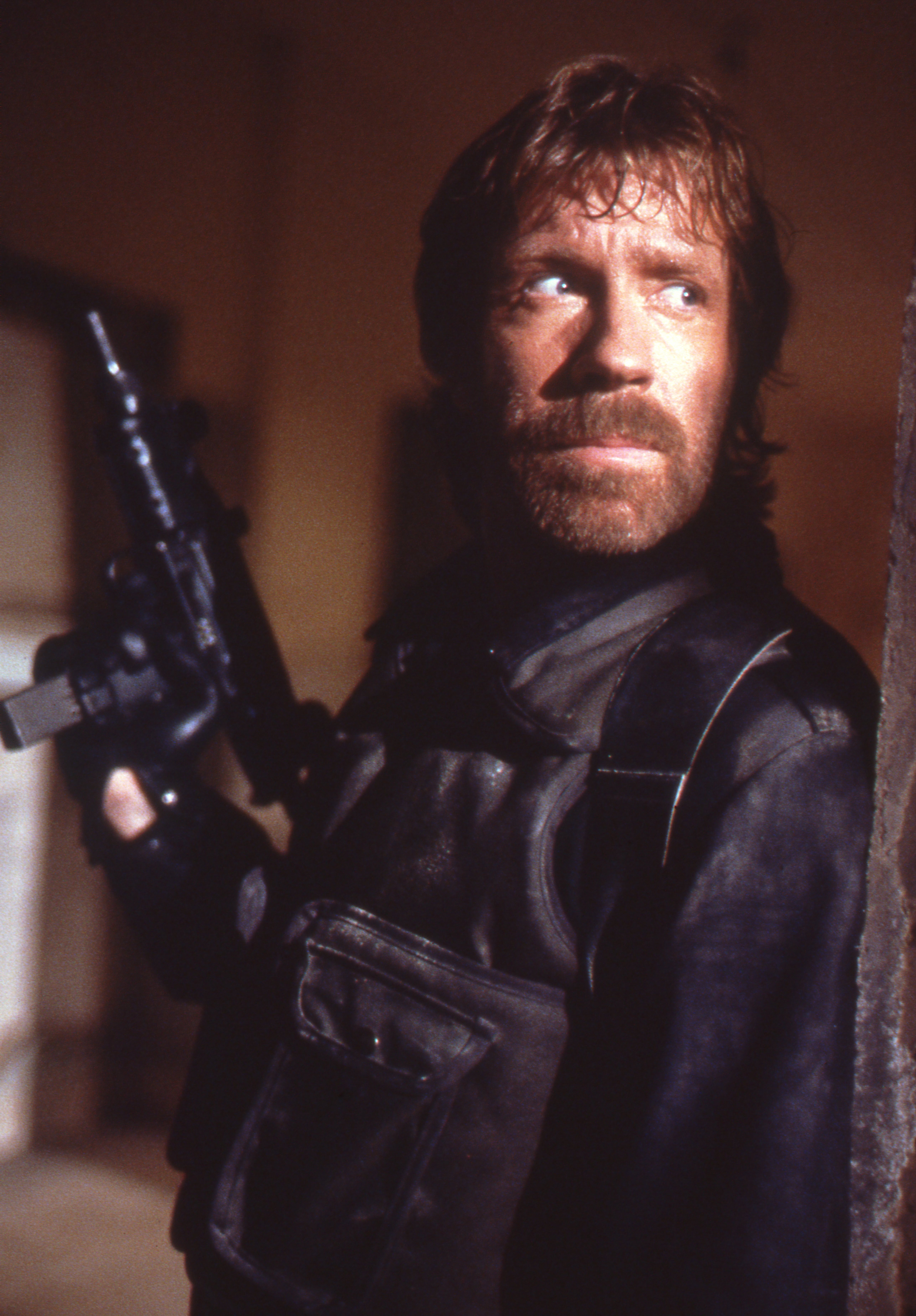
Чак Норрис в фильме отряд «Дельта», 1986 год

В 1980-х годах тренировался вместе с Жан-Клодом Ван Даммом и помог ему найти работу в США — сначала в своем баре в Ньюпорт-Бич, а позже подтолкнул его к эпизодической роли в одном из своих боевиков под названием «Без вести пропавшие».
В 1990 году Норрис создал фонд борьбы с детской наркоманией под названием «Kickstart Kids».
С 1993 года снимался в роли техасского рейнджера Уокера.
В вышедшей в 1994 году кинокомедии «Няньки» Чак Норрис стал образцом для подражания у главных героев, и также фильм популяризировал сцену «По твоему это удар? Вот это удар».
В 1996 году принял участие в телепередаче Андрея Макаревича «Смак».
В 1997 году вместе с Бенни Уркидесом записал фильм «Chuck Norris Private Lesson» с уроками самообороны.
В 1998 году на съёмочной площадке сериала «Уокер, техасский рейнджер» дал интервью в программе «Кинозвезда» Сергея Жигунова. Чак Норрис рассказал об «Уокере», своих фильмах, характере героев, о карьере, о боевых искусствах, программе KickStart (Выбьем наркотики из Америки) и об известных людях, с которыми работал. В интервью включено несколько отрывков из фильмов «Одинокий волк Маккуэйд», «Кодекс молчания», «Путь дракона», «Буян! Буян!», «Ликвидатор» и «Уокер, техасский рейнджер».

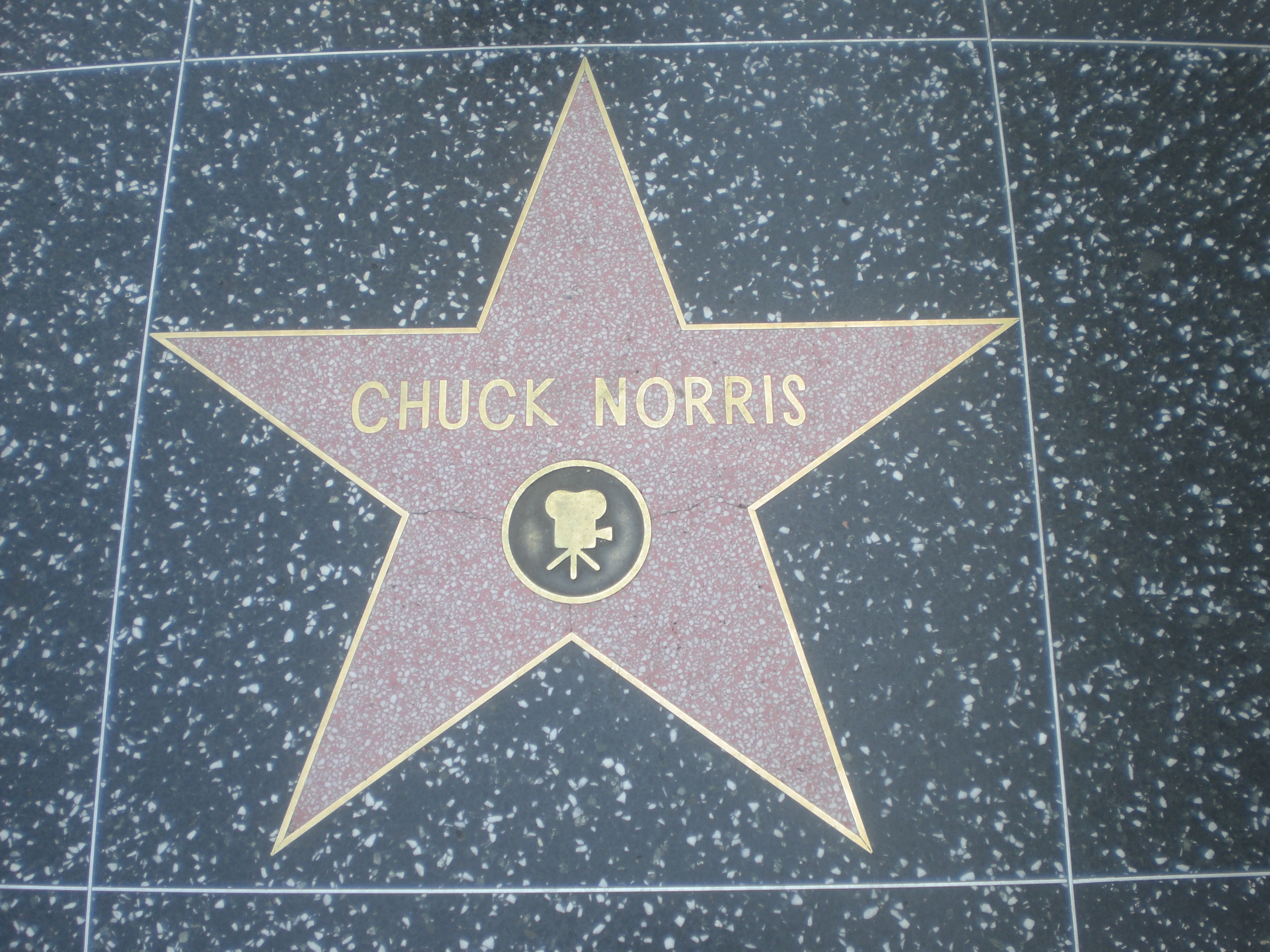
Звезда Чака Норриса на Голливудской «Аллее славы»

В 2012 году сыграл наемника в фильме «Неудержимые 2». Фильм имел успех и собрал более 310 миллионов долларов по всему миру.
В 2020 году Норрис появился в финале сериала «Гавайи 5.0».
Занимался бразильским джиу-джитсу. Имеет чёрный пояс и третий дан по бразильскому джиу-джитсу, восьмой дан по таэквондо, десятый дан по Сито-рю карате-до, десятый дан по Тансудо.

## Бизнес
В 2015 году Норрис и его жена Джина основали компанию CForce Bottling Co. после того, как на его ранчо был обнаружен водоносный горизонт.
В 2017 году Flaregames выпустила Non Stop Чака Норриса, изометрическую экшн-ролевую игру для мобильных устройств, которая является второй игрой, основанной на его популярности, разработанной the Chuck Norris facts.

## Съёмки в рекламе
В 2011 году Норрис появился в рекламе видеоигры World of Warcraft.
В 2012 году снялся в серии рекламных роликов для польского банка BZ WBK.
В 2015 году снялся в двух рекламных роликах для французского телешоу Pieds dans le plat.
В 2016 году вместе с Алексеем Зиминым снялся в рекламе безалкогольного пива Hoegaarden.
В 2017 году появился в рекламе UnitedHealthcare.
В 2018 году Норрис появился в рекламе Hesburger, финской сети гамбургеров. В том же году он также сделал рекламный ролик для Cerveza Poker. Его третий рекламный ролик в том году был для Toyota.
18 января 2020 года Норрис снялся в рекламе QuikTrip для своей линейки закусок. В ней Норрис спускается на парашюте, где из пушки он стреляет хот-догами в толпу людей.
В 2020 году Норрис появился в ивенте игры World of Tanks под названием "Новогоднее Наступление 2021". В этом ивенте Норрис являлся главным гостем новогоднего наступления.

## Личная жизнь

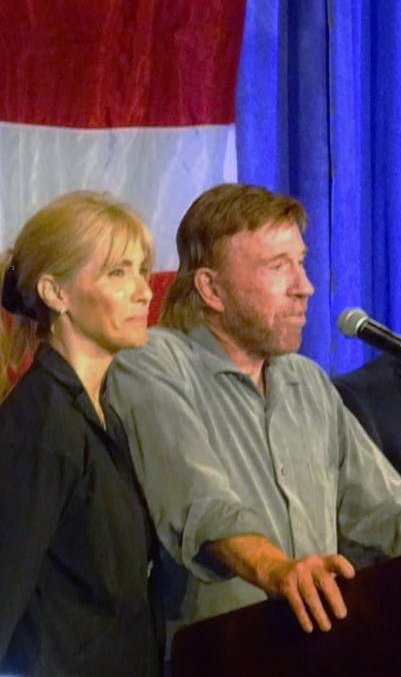
Норрис вместе с женой Джиной, 2016 год

Норрис женился на своей однокласснице Дайан Кей Холечек в декабре 1958 года, когда ему было 18, а Дайан 17 лет. Они познакомились в 1956 году в средней школе в Торрансе, штат Калифорния. В 1962 году родился их первый ребёнок, Майк. У Чака также есть дочь Дина, которая родилась в 1963 году от внебрачной связи. Позже у него родился второй сын, Эрик в 1964 году. После 30 лет брака Норрис и Холечек развелись в 1989 году.
28 ноября 1998 года женился на бывшей модели Джине О’Келли, на 23 года младше. У О’Келли было двое детей от предыдущего брака. Она родила близнецов 30 августа 2001 года. По состоянию на 2017 год у Норриса тринадцать внуков.
Брат Аарон Норрис — режиссёр.

## Политика
3 марта 2009 года в эфире радио «Глен Бек» Чак Норрис заявил, что жители Техаса вполне могут претендовать на создание независимого государства на территории штата. По мнению Норриса, после того, как американское правительство подвело их, спровоцировав в стране экономический упадок, Техас может претендовать на самоопределение. Актёр уверен, что он смог бы стать идеальным кандидатом на пост президента нового государственного образования, поскольку «потребность в этом может проявиться намного быстрее, чем мы сейчас считаем».

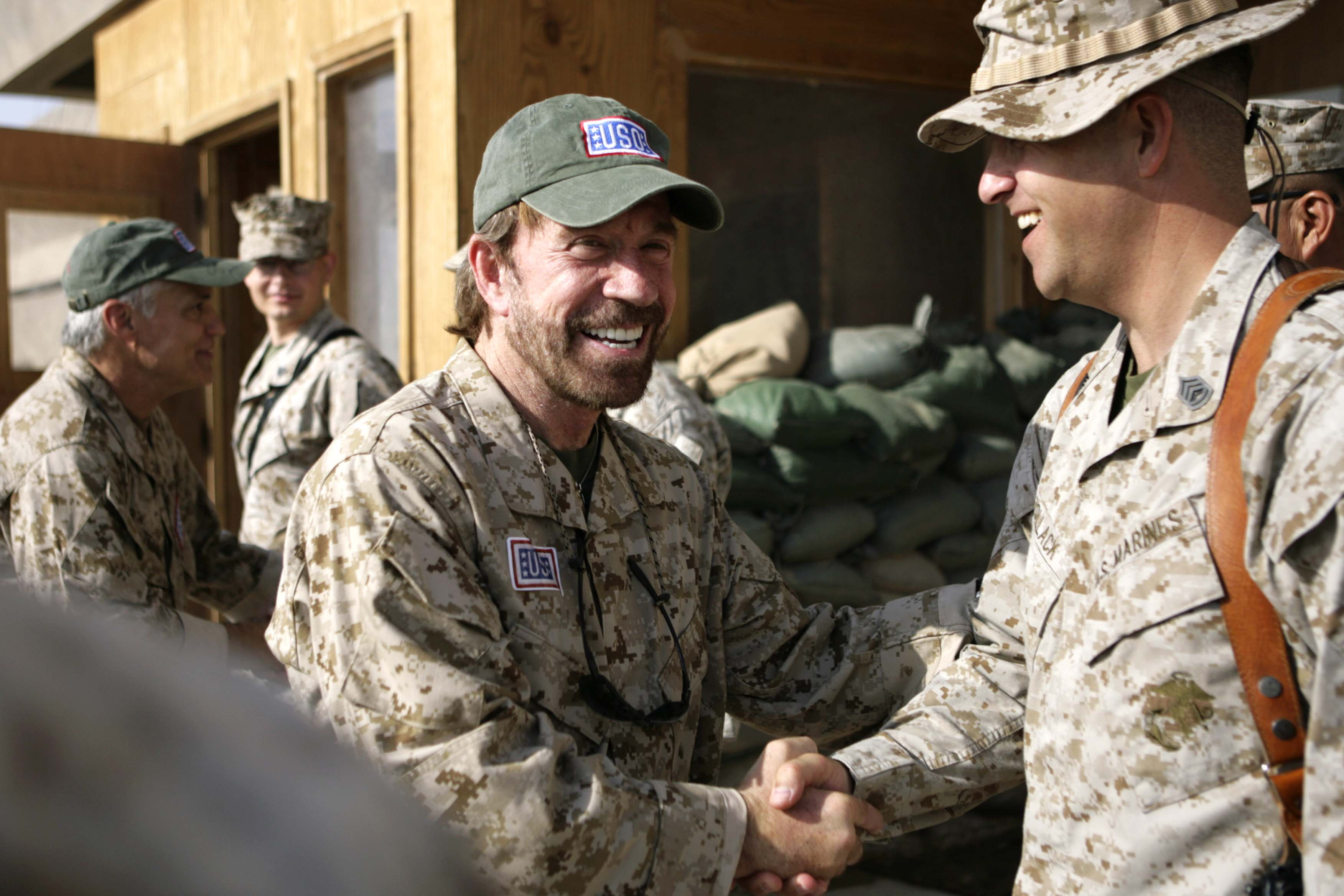
Чак Норрис во время встречи с американскими солдатами, Ирак, 2 ноября 2006 года

В 2012 году записывал видео против переизбрания Барака Обамы на 2-й президентский срок.
В 2016 году поддержал Дональда Трампа на президентских выборах в США.
Чак Норрис стал одним из первых звёзд шоу-бизнеса, поддержавших запрет на однополые браки в Калифорнии. Актёр уличил гей-активистов в подмене демократии политикой двойных стандартов: сторонники однополых браков открыто критиковали Церковь Иисуса Христа Святых последних дней, но при этом избегали критиковать афроамериканцев, которые, в большинстве своём, голосовали за введение запрета.

## «Факты о Чаке Норрисе»
Факты о Чаке Норрисе — интернет-мем, представляющий собой иронические «факты» об известном актёре Чаке Норрисе, в которых изобретаются пародирующие штампы кино-боевиков абсурдные определения, иллюстрирующие чрезмерную силу, владение единоборствами, а также привлекательность и мужественность Норриса.
Сам Чак Норрис выпустил даже «Официальную книгу фактов о Чаке Норрисе: 101 любимый факт и рассказ Чака».

## Музыка
Чаку Норрису посвященно несколько музыкальных произведений, в том числе на русском языке:
- Zivert — Чак[54]
- Биртман — Чак Норрис[55]
- Galibri & Mavik — Чак Норрис[56]

## Книги
- «Тайная сила внутри нас». 1997 год. ISBN 5-220-00054-3
- «Всем бедам назло». 2011 год. ISBN 966-426-057-6

## Фильмография
| Год       |    | Русское название                       | Оригинальное название                   | Роль                                      |
| --------- | -- | -------------------------------------- | --------------------------------------- | ----------------------------------------- |
| 1968      | ф  | Команда разрушителей                   | The Wrecking Crew                       | человек в «Доме семи удовольствий»        |
| 1972      | ф  | Путь дракона                           | Meng long guo jiang                     | Кольт                                     |
| 1973      | ф  | Крик на улицах                         | A Scream in the Streets                 | инструктор по карате (в титрах не указан) |
| 1973      | ф  | Студентки-практикантки                 | The Student Teachers                    | инструктор по карате                      |
| 1974      | ф  | Разборки в Сан-Франциско               | Huang mian lao hu                       | Чак Слотер / Чак Норрис                   |
| 1977      | ф  | Правонарушитель                        | Breaker! Breaker!                       | Джон Дэвид «Джей Ди» Доуэс                |
| 1978      | ф  | Хорошие парни ходят в чёрном           | Good Guys Wear Black                    | Джон Т. Букер                             |
| 1979      | ф  | Сила одиночки                          | A Force of One                          | Мэтт Логан                                |
| 1980      | ф  | Октагон                                | The Octagon                             | Скотт Джеймс                              |
| 1981      | ф  | Око за око                             | An Eye for an Eye                       | Шон Кейн                                  |
| 1982      | ф  | Безмолвный гнев                        | Silent Rage                             | шериф Дэн Стивенс                         |
| 1982      | ф  | Вынужденная месть                      | Forced Vengeance                        | Джош Рэнделл                              |
| 1983      | ф  | Одинокий волк Маккуэйд                 | Lone Wolf McQuade                       | Джей Джей Маккуэйд                        |
| 1984      | ф  | Без вести пропавшие                    | Missing in Action                       | полковник Джеймс Брэддок                  |
| 1985      | ф  | Без вести пропавшие 2: Начало          | Missing in Action 2: The Beginning      | полковник Джеймс Брэддок                  |
| 1985      | ф  | Кодекс молчания                        | Code of Silence                         | Эдди Кьюзак                               |
| 1985      | ф  | Вторжение в США                        | Invasion U.S.A.                         | Мэтт Хантер                               |
| 1986      | ф  | Отряд «Дельта»                         | The Delta Force                         | майор Скотт Маккой                        |
| 1986      | ф  | Идущий в огне                          | Firewalker                              | Макс Донигэн                              |
| 1988      | ф  | Брэддок: Без вести пропавшие 3         | Braddock: Missing in Action III         | полковник Джеймс Брэддок                  |
| 1988      | ф  | Герой и Ужас                           | Hero and the Terror                     | Дэнни О’Брайен                            |
| 1990      | ф  | Отряд «Дельта» 2                       | Delta Force 2: The Colombian Connection | полковник Скотт Маккой                    |
| 1991      | ф  | Агент                                  | The Hitman                              | Клифф Гэрретт / Дэнни Гроган              |
| 1992      | ф  | Парный удар                            | Sidekicks                               | Чак Норрис                                |
| 1993—2001 | с  | Крутой Уокер: Правосудие по-техасски   | Walker, Texas Ranger                    | Корделл Уокер                             |
| 1993      | ф  | Ветер в проводах                       | Wind in the Wire                        | Чак Норрис                                |
| 1994      | ф  | Порождение ада                         | Hellbound                               | Фрэнк Шаттер                              |
| 1994      | ф  | Крутой Уокер 3: Смертельное примирение | Walker Texas Ranger 3: Deadly Reunion   | Корделл Уокер                             |
| 1995      | ф  | Суперищейка                            | Top Dog                                 | Джейк Уайлдер                             |
| 1996      | в  | Лесной воин                            | Forest Warrior                          | Маккенна                                  |
| 1998      | тф | Война Логана                           | Logan's War: Bound by Honor             | Джейк Фэллон                              |
| 1999      | с  | Сыновья грома                          | Sons of Thunder                         | Корделл Уокер                             |
| 2000      | с  | Китайский городовой                    | Martial Law                             | Корделл Уокер                             |
| 2000      | тф | Человек президента                     | The President's Man                     | Джошуа Маккорд                            |
| 2002      | тф | Человек президента: Линия на песке     | The President's Man: A Line in the Sand | Джошуа Маккорд                            |
| 2003      | ф  | Обитель дьявола                        | Bells of Innocence                      | Мэттью                                    |
| 2004      | ф  | Вышибалы                               | DodgeBall: A True Underdog Story        | камео                                     |
| 2005      | тф | Крутой Уокер: Испытание огнём          | Walker, Texas Ranger: Trial by Fire     | Корделл Уокер                             |
| 2005      | в  | Ювелир                                 | The Cutter                              | Джон Шеферд                               |
| 2012      | ф  | Неудержимые 2                          | The Expendables 2                       | Букер                                     |
| 2020      | с  | Гавайи 5.0                             | Hawaii Five-0                           | Ли Филипс                                 |
| 2024      | ф  | Агент разведки                         | Agent Recon                             | Аластер                                   |